# Marla
Marla is een 'service centre' aan de Stuart Highway in het noordwesten van Zuid-Australië, 400 km ten zuiden van Alice Springs, 200 km ten noorden van Coober Pedy en zo'n 200 km van Oodnadatta. Marla ligt op de kruising van de Stuart Highway met de onverharde Oodnadatta Track. 
Buiten het service centre is er geen bebouwing in Marla, dat midden in de Australische outback ligt. In Marla zijn onder andere een kleine supermarkt en een motel te vinden. Marla ligt aan The Ghan-spoorlijn; deze trein doet de plaats vier keer per week aan. 